# 太平 (臺中市地名)
太平，曾經改稱為大平，是臺灣臺中市太平區的一個傳統地域名稱，也是全區行政中心所在地，位於該區西部。相較於今日行政區，其範圍大致包括宜佳里南大半部、宜欣里南部、東平里、東和里西南半部、成功里、建興里、建國里、平安里、中平里、中政里、永平里、中興里、太平里、永成里、長億里。

## 歷史
台灣清治末期至日治初期，太平地區為一街庄，稱為「太平庄」，隸屬於藍興堡。該庄昔日北與三汴庄為鄰，與頭汴坑庄為鄰，東及東南隔頭汴坑溪與車籠埔庄為界，西南邊為番仔藔庄，西邊隔大里溪與內新庄、旱溪庄為界。
1901年（日治明治三十四年）11月，全台廢縣廳改設二十廳，該庄隸屬於臺中廳。1903年（明治三十六年）6月，該庄編入「大平區」，隸屬於臺中廳。1909年（明治四十二年）10月，合併二十廳為十二廳，大平區隸屬不變。1920年（大正九年），全台地方制度大改正，廢十二廳改設五州二廳，該庄改制並改名為「大平」大字，隸屬於臺中州大屯郡大平庄。
戰後大平庄改制並改名為「太平鄉」，隸屬於臺中縣，本地區地名改回「太平」，大字亦改制為村。1996年，太平鄉因人口達15萬人，升格成為太平市，村亦改制為里。2010年12月，臺中縣市合併為直轄臺中市，太平市改制為太平區。

## 聚落
本地區發展較早的聚落有虎頭山腳、上廍、崎埒仔、下湖、太平、下廍、公館崎、大湖內、十九甲等，在日治期初期的官方地圖上已有記載。此外，本地區尚有溪洲、山腳、崇正寶宮社區等聚落。

## 交通
省道台74線原稱「中彰快速道路」，現稱「快官霧峰線」，是彰化縣快官繞行臺中市區外圍至霧峰的快速道路，大致以北北東—南南西走向蜿蜒經過本地區西部邊界地帶。由該道路向北北東可前往北屯中部、潭子、北屯西北部、西屯、南屯、烏日等地，向南南西可前往大里、霧峰等地。
市道129號（中山路一段、東平路）是石岡區土牛至大里區塗城的道路，大致以西北－東南走向轉北微西－南微東走向再轉西北西－東南東走向再繞彎道轉西北－東南走向經過本地區東北端，其中東平路路段係與市道136號共線。由該道路向西北繞大彎轉北北東再轉北可前往三汴、廍子、大坑、馬力埔、大湳、新社、土牛並止於省道台3線路口，向東南轉西南獨行後再轉南南西可經頭汴坑西端前往車籠埔、番子寮（部分路段與塗城交界）、草湖並止於省道台3線另一路口。
市道136號（太平路、中興路、中興東路、東平路）是臺中市龍井區至南投縣國姓鄉龜溝的道路，大致以西北—東南走向由本地區西部邊界入境，至中興路路口轉東北，後轉東北東再轉東南東至市道129號路口，續行與其共線後轉東南於本地區東北部出境。由該道路向西北可前往臺中市區、南屯、大肚東北部邊界地帶、龍井東部、沙鹿西南部、梧棲與龍井交界地帶並止於省道台17線路口，向東南轉東獨行後再轉東南可前往頭汴坑、墘溝、龜子頭地區的龜溝並止於省道台14線路口。
區道中89-2線（宜昌路、新平路二段～一段、中平路）是宜欣至太平的道路，其南側端點位於本地區中部區道中102-1線路口。由此向北北東轉東北蜿蜒而行，沿中平路轉北北東再轉北北西，經市道136號路口後接新平路一段續行，過廍子溪橋後續行至宜昌路路口轉西微北，順路繞大彎轉北北東出境後，可前往三汴地區西部近邊界地帶並止於區道中89-3線路口。
區道中102線（永豐路）是內新至太平的道路，其東側端點位於本地區中部偏西北的區道中102-1線路口。由此向
西南轉南南西再轉南蜿蜒而後，出境後轉西南西經番子寮西北端，再轉西北西可前往內新內新中部偏西的省道台3丁線舊線（中興路二段）路口。
區道中102-1線（太平路）是太平至車籠埔的道路，其西側端點位於本地區中部偏西北的市道136號路口。由此向東南經區道102線終點路口後，順路蜿蜒進入太平市區，經區道中89-2線終點路口後不遠處，轉回東南直行至出境後，可前往車籠埔並止於市道129號路口。
區道中130線（東平路）是東區至東平的道路，其西側端點位於本地區西北部近邊界的東平橋。由此向東南東轉東微北，經區道中89-2線路口後續行，最終止於本地區東北部的市道136號路口。

## 學校
- 臺中市立長億高級中學
- 臺中市立中平國民中學
- 臺中市太平區宜欣國民小學（南半部）
- 臺中市太平區東平國民小學
- 臺中市太平區太平國民小學
- 臺中市太平區建平國民小學
- 臺中市太平區長億國民小學

## 產業
- 太平工業區